# Gmina Mulgi
Gmina Mulgi (est. Mulgi vald) – gmina wiejska w Estonii, w prowincji Vijlandi.
Powstała w 2017 roku z połączenia istniejących dotąd gmin Halliste, Abja i Karksi oraz miasta Mõisaküla.

## Miejscowości
W skład gminy wchodzą:
- Miasto: Abja-Paluoja, Karksi-Nuia, Mõisaküla
- Alevik: Halliste, Õisu
- Wieś: Abja-Vanamõisa, Abjaku, Ainja, Allaste, Atika, Ereste, Hirmuküla, Hõbemäe, Kaarli, Kalvre, Kamara, Karksi, Kõvaküla, Kulla, Laatre, Lasari, Leeli, Lilli, Mäeküla, Maru, Metsaküla, Mõõnaste, Morna, Mulgi, Muri, Naistevalla, Niguli, Oti, Päidre, Päigiste, Pärsi, Penuja, Põlde, Polli, Pöögle, Pornuse, Räägu, Raamatu, Raja, Rimmu, Saate, Saksaküla, Sammaste, Sarja, Sudiste, Suuga, Tilla, Toosi, Tuhalaane, Umbsoo, Univere, Uue-Kariste, Vabamatsi, Vana-Kariste, Veelikse, Veskimäe, Äriküla, Ülemõisa[5].